# The Conjuring: The Devil Made Me Do It
The Conjuring: The Devil Made Me Do It (literalment El Conjur: El Diable va obligar-me a fer-ho) és una pel·lícula dels Estats Units de terror sobrenatural del 2021 dirigida per Michael Chaves a partir del guió de David Leslie Johnson-McGoldrick. La pel·lícula és una seqüela de The Conjuring (2013) i The Conjuring 2 (2016). Els papers protagonistes estan interpretats per Patrick Wilson i Vera Farmiga. S'ha subtitulat al català.

## Argument
El 1981, les dimonòlegs Ed i Lorraine Warren van documentar l'exorcisme d'en David Glatzel, un nen de 8 anys, al qual assisteixen la família, la seva germana Debbie, el xicot d'ella, Arne Johnson, i el pare Gordon, a la ciutat de Brookfield (Connecticut). Durant l'exorcisme, l'Arne invita el dimoni a entrar al seu cos en comptes del d'en David, per alliberar el nen d'aquesta càrrega. L'Ed és testimoni de com el dimoni es transporta del cos d'en David al de l'Arne mentre aquest pateix un atac de cor i és traslladat a un hospital en estat de coma.
Al mes següent, l'Ed es desperta a l'hospital i li revela a la Lorraine que va ser testimoni de l'entrada del dimoni al cos de l'Arne. Ella envia la policia a la gossera i els adverteix que allà tindrà lloc una tragèdia. L'Arne i la Debbie tornen al seu apartament, damunt d'una gossera on treballa la Debbie. Després de sentir-se malament, l'Arne assassina el seu llogater, Bruno Sauls, apunyalant-lo 22 cops sota la influència d'una possessió demoníaca. Amb el suport dels Warren, el seu cas es converteix en el primer judici per assassinat als Estats Units en què s'al·lega la possessió demoníaca com a defensa, la qual cosa dona lloc a l'inici d'una investigació sobre la possessió original d'en David. Més tard, els Warren descobreixen una maledicció satànica transmesa a través d'un tòtem de bruixa, i es reuneixen amb en Kastner, un exsacerdot que anteriorment va tractar amb la secta dels Deixebles del Xai. Ell els diu que un ocultista havia deixat intencionadament el tòtem, i això va provocar la creació d'una maledicció sobre els Glatzel, causant la possessió d'en David.

## Repartiment
- Vera Farmiga: Lorraine Warren
  - Megan Ashley Brown: Lorraine Warren de jove
- Patrick Wilson: Ed Warren
  - Mitchell Hoog: Ed Warren de jove
- Ruairi O'Connor: Arne Cheyenne Johnson
- Sarah Catherine Hook: Debbie Glatzel
- Julian Hilliard: David Glatzel
- John Noble: mossèn Kastner
- Eugenie Bondurant: Isla Kastner
- Shannon Kook: Drew Thomas
- Ronnie Gene Blevins: Bruno Sauls
- Keith Arthur Bolden: el sergent Clay
- Steve Coulter: mossèn Gordon[3]
- Vince Pisani: mossèn Newman
- Ingrid Bisu: Jessica Louise Strong
- Andrea Andrade: Katie Lincoln
- Stacy Johnson
- Davis Osborne: John Beckett
- Ashley LeConte Campbell: Meryl Dewitt
- Sterling Jerins: Judy Warren
- Paul Wilson: Carl Glatzel
- Charlene Amoia: Judy Glatzel
- Mark Rowe: el sergent Thomas
- Kaleka: Líder del jurat
- Stella Doyle: Sra. Haskett
- Fabio William: Bill Ramsey
- Alexander Ludwig: Domini